# Chantal Botts
Chantal Botts, née le 30 mars 1976 à Witbank, est une joueuse sud-africaine de badminton.
Aux Jeux africains de 2003 à Abuja, elle est médaillée d'or en double dames avec Michelle Edwards et en équipe mixte et médaillée de bronze en simple dames. 
Chantal Botts participe au tournoi de double dames des Jeux olympiques d'été de 2004 à Athènes avec Michelle Edwards ; les Sud-Africaines sont éliminées dès le premier tour.
Aux Jeux africains de 2007 à Alger, elle est médaillée d'or en double dames avec Michelle Edwards et médaillée d'argent par équipe mixte. 
Elle est éliminée au premier tour du tournoi de double dames des Jeux olympiques d'été de 2008 à Pékin avec Michelle Edwards.
Elle remporte aux Championnats d'Afrique de badminton la médaille d'or en double dames en 2002, 2004 et 2007 et la médaille d'or par équipe mixte en 2002 et 2004. Elle est médaillée d'argent de double mixte en 2002, médaillée d'argent par équipe mixte en 2007 et médaillée d'argent de simple dames en 2000 et 2004. Elle obtient aussi la médaille de bronze en doubles dames en 2000.